# Monstruo (película de 2023)
Monstruo (título original en japonés: Kaibutsu, título internacional: Monster)es una película de drama, misterio y suspense psicológico japonesa de 2023 dirigida por Hirokazu Kore'eda a partir de un guion escrito por Yuji Sakamoto. Está protagonizada por Sakura Andō como una madre que se enfrenta a un maestro después de notar cambios perturbadores en el comportamiento de su hijo. La película marca la primera vez que Kore'eda dirige una película que no escribió él mismo desde Maborosi (1995). La película fue el último proyecto musical de Ryuichi Sakamoto, quien murió dos meses antes de su estreno, la película está dedicada a su memoria.
La primera película japonesa de Kore'eda desde Un asunto de familia (2018), se presentó en competencia en el 76.º Festival de Cine de Cannes, donde compitió por la Palma de Oro y fue honrado con la Queer Palm y el premio al Mejor Guion. La película se estrenó en Japón el 2 de junio de 2023. Ha obtenido amplia aclamación crítica en destaque por la dirección, guion, la narrativa no lineal, la banda sonora y las actuaciones del elenco.

## Sinopsis
Saori Mugino es una madre soltera que quedó viuda después de que su marido muriera en un accidente automovilístico mientras huía con su amante, y cría a su hijo de quinto grado, Minato. Pronto empieza a exhibir comportamientos extraños, como cortarse el cabello y volver a casa con un solo zapato. Una noche, Minato no regresa a casa y después de llamarlo, Saori lo encuentra en un túnel de tren abandonado. Saori comienza a sospechar que el maestro de su hijo, el Sr. Hori, está abusando de él, y confronta a la escuela al respecto. La escuela la trata con frialdad, lo que culmina con una disculpa falsa del Sr. Hori. Cuando se enfrenta directamente a Hori, él da a entender que Minato en realidad está intimidando a otro estudiante, llamado Yori. Saori visita la casa de Yori y él, a pesar de su extraño comportamiento, parece tener cariño por Minato. 
Hori finalmente es despedido de la escuela, pero regresa días después y Minato se cae por un tramo de escaleras tratando de escapar de él. Más tarde, Hori llega a la casa de Saori y Minato durante una tormenta, pero Saori descubre que Minato ha desaparecido.
Un flashback regresa al inicio de la película, solo que en el punto de vista de Hori. Se da cuenta de que Minato muestra un comportamiento disruptivo, como tirar las pertenencias de otros estudiantes por el salón de clases y aparentemente encerrar a Yori en un baño. Hori también visita la casa de Yori, donde descubre que el padre, Kiyotaka, es un alcohólico abusivo. 
Cuando Saori empieza a preguntar sobre su hijo, la escuela presiona a Hori para que les permita manejar el asunto para proteger la reputación de la escuela, y finalmente le exigen que renuncie. Después de ser acosado por periodistas y abandonado por su novia, Hori regresa a la escuela para enfrentarse a Minato y contempla saltar desde el techo después de que el niño cae por las escaleras. 
Durante la tormenta, Hori nota un patrón en la antigua tarea de Yori que parece deletrear el nombre de Minato. Al darse cuenta de que lo que realmente sucedía entre los dos chicos era que estaban enamorados, corre a la casa de Mugino para disculparse y asegurarle que no le pasa nada. Cuando Saori le dice que Minato ha desaparecido, van al túnel del tren para encontrarlo. Encuentran un vagón abandonado casi enterrado en barro, pero cuando lo abren solo encuentran el poncho abandonado de Minato.
Empieza un flashback final desde el punto de vista de Minato. Los otros chicos se burlan habitualmente de Yori por su comportamiento asocial y aparentemente afeminado. Yori juega con el cabello de Minato, que luego corta impulsivamente. Dos chicos se acercan y Minato comienza a defenderlo de otros matones, lo que el maestro Hori confunde con intimidación. A medida que los dos se vuelven más cercanos, Minato se angustia porque sus sentimientos se están volviendo románticos y porque no es un hijo digno de su padre. Una noche, cuando va a la casa de Yori, él y Kiyotaka declaran que Yori ha sido "curado", aunque Yori rápidamente se retracta, lo que incita la ira de su padre quien aparentemente lo golpea.

Durante la tormenta, Minato encuentra a Yori abandonado completamente vestido en su bañera y los dos escapan al vagón abandonado, que se ha convertido en su escondite. Después de que amaina la lluvia, emergen del fondo del vagón y se preguntan si han renacido y corren juntos por un campo verde y brillante.
Aunque el final es ambiguo respecto a si sobrevivieron a la inundación, el director declaró que ese aspecto no debía preocupar tanto, sino el hecho de que ambos se aceptaran como realmente son.

## Reparto
- Sakura Andō como Saori Mugino, madre soltera.
- Eita agayama  como Michitoshi Hori, profesor de Minato y Yori.
- Sōya Kurokawa como Minato Mugino, hijo de Saori.
- Hinata Hiiragi como Yori Hoshikawa, compañero de clase de Minato.
- Mitsuki Takahata como Hirona Suzumura, novia de Hori.
- Akihiro Tsunoda como Humiaki Shoda, subdirector del colegio de primaria.
- Shidō Nakamura como Kiyotaka Hoshikawa, padre de Yori.
- Yūko Tanaka como Makiko Fushimi, directora del colegio de primaria.

## Producción
La película fue anunciada, ya en posproducción, en noviembre de 2022. Kore'eda usó un guion que no es el suyo por primera vez desde Maborosi (1995).

## Recepción
En el sitio web del agregador de reseñas Rotten Tomatoes, Monster tiene un índice de aprobación del 97%, basado en 147 reseñas de críticos con una calificación promedio de 8,1/10. El consenso de los críticos del sitio dice: "Suavemente devastador en su compasión, Monster es una obra maestra de perspectivas cambiantes que sorprende hasta el final". Metacritic, que utiliza un promedio ponderado, asignó una puntuación de 79 sobre 100 basándose en 39 críticas, lo que indica "generalmente favorables".
Al revisar la película después de su estreno en Cannes, Peter Bradshaw de The Guardian le otorgó 4 de 5 estrellas, considerándola "una película creada con una gran inteligencia moral y humanidad".
Alissa Wilkinson de Vox elogió la maestría de Kore-eda en la dirección de actuaciones infantiles.
Sobre el sitio de reseñas brasileño Plano Crítico, el crítico Ritter Fan atribuyó la película 5 de 5 estrellas con la nomenclatura de "obra maestra" e lo llamando de uno brillante estudio en perspectivas. Él también la colocó en segundo lugar en su lista de los diez mejores filmes de lo año.